# BRABO
Antwerpen United Swimming – BRABO (BRABO) is een zwemclub en vzw in Antwerpen die optreedt als koepelvereniging voor vier zwemclubs en daarbij specifiek zich richt op zwemmen voor competitieve sporters. Als BRABO-lid nemen de zwemmers deel aan de wedstrijden van de Vlaamse Zwemfederatie (VZF) en de Koninklijke Belgische Zwembond.
BRABO startte als een samenwerkingsverband tussen zeven Antwerpse zwemclubs, met name, de Antwerpse Zwemclub Scaldis (AZSC), de Merksemse Zwemvereniging (MZV-A), Zwemclub Olympic Antwerpen (ZOLA), Zwemclub Schoten (ZS), Sorghvliet Zwemclub Hoboken (SOZ), Zwemclub Iloka Kapellen (ZiK) en Sport Vereniging Aartselaar Zwemmen (SVAZ). In de jaren negentig waren er enkele trainers uit deze clubs die reeds eerste gesprekken hielden voor een samenwerkingsverband of fusie tot stand te brengen, Jan Van den Bosch (ZS), Edwin Vinken (MZV-A) en Leo Van Hooydonck (ZiK en AZSC) konden toen evenwel niet de clubs overtuigen. In 2002 pas volgden de respectievelijke besturen van deze clubs. Na een jaar intensief voorbereidend werk kwam begin 2003 zwemclub ‘Antwerpen United Swimming – BRABO’ tot stand.
In 2020 blijven er nog vier van de oorspronkelijke clubs over, de Koninklijke Antwerpse Zwemclub Scaldis (KAZSC), de Merksemse Zwemvereniging (MZVA), Zwemclub Iloka Kapellen (ZiK) en Sport Vereniging Aartselaar Zwemmen (SVAZ). Zwemmers of zwemsters, die voorheen via de deelnemende clubs aangesloten waren bij de VZF, blijven lid van hun moederclub, maar nemen deel aan zwemcompetities onder de BRABO-licentie. Het is een vereiste om bij een moederclub aangesloten te zijn, om in de BRABO selectie te mogen zwemmen.
De koepelclub wordt bestuurd door een Raad van Bestuur, samengesteld uit telkens één afgevaardigde per deelnemende vereniging en een Sporttechnisch Bestuur behartigen respectievelijk de bestuurlijke en sporttechnische aspecten.
De club traint in het in 1973 geopende Olympisch zwemcentrum Wezenberg. Het Wezenbergbad is een zwembad met olympische afmetingen met tribunes voor 800 toeschouwers. Naast het 50m bad van de “oude” Wezenberg werd in 2015 het Topsportbad of Wezenberg 2 ingehuldigd. Het Topsportbad telt zes zwembanen de niet toegankelijk zijn voor het publiek, is voorzien van een hoogtechnologische uitrusting voor beeld- en tijdregistratie.

## Bekende atleten
De club heeft tientallen nationale topzwemmers voortgebracht, leverde deelnemers aan Europese (Junioren) Kampioenschappen, wereldkampioenschappen en Olympische Spelen. Bekende (voormalige) atleten zijn:
- Wim Goris (1984)
- Gino Stevenheydens (1986)
- Pieter Timmers (1988)
- Wendy van der Zanden (1988)
- Emily Vavourakis (1989)
- Glenn Surgeloose (1989)
- Tine Bossuyt (1980)
- Kimberly Buys (1989)
- Annelies De Maré (1990)
- Kim Janssens (1991)
- Dieter Dekoninck (1991)
- Stijn Depypere (1991)
- Egon Van der Straeten (1991)
- Jolien Sysmans (1992)
- Elise Matthysen (1992)
- Ward Bauwens (1993)
- Jasmijn Verhaegen (1993)
- Marnik Dekoninck (1993)
- Lorenz Weiremans (1996)
- Dries Vangoetsenhoven (1997)
- Sebastien De Meulemeester (1998)
- Lotte Goris (2000)
- Jade Smits (2001)

Als trainer was onder meer Ronald Gaastra voor BRABO actief.